# Branches
Branches ist eine französische Gemeinde mit 435 Einwohnern (Stand: 1. Januar 2022) im Département Yonne in der Region Bourgogne-Franche-Comté; sie gehört zum Arrondissement Auxerre. Die Gemeinde gehört zum Kanton Auxerre-2 (bis 2015: Kanton Auxerre-Nord). 

## Geographie
Branches liegt etwa acht Kilometer nordwestlich von Auxerre. Umgeben wird Branches von den Nachbargemeinden Valravillon im Norden und Westen, Chichery im Nordosten, Appoigny im Osten, Charbuy im Süden, Fleury-la-Vallée im Westen und Südwesten.
Im Gemeindegebiet liegt der Flughafen Auxerre-Branches und durch die Gemeinde führt die Autoroute A6.

## Bevölkerungsentwicklung
| Jahr                      | 1962 | 1968 | 1975 | 1982 | 1990 | 1999 | 2006 | 2012 |
| Einwohner                 | 244  | 221  | 294  | 321  | 336  | 394  | 411  | 483  |
| Quelle: Cassini und INSEE |      |      |      |      |      |      |      |      |

## Sehenswürdigkeiten

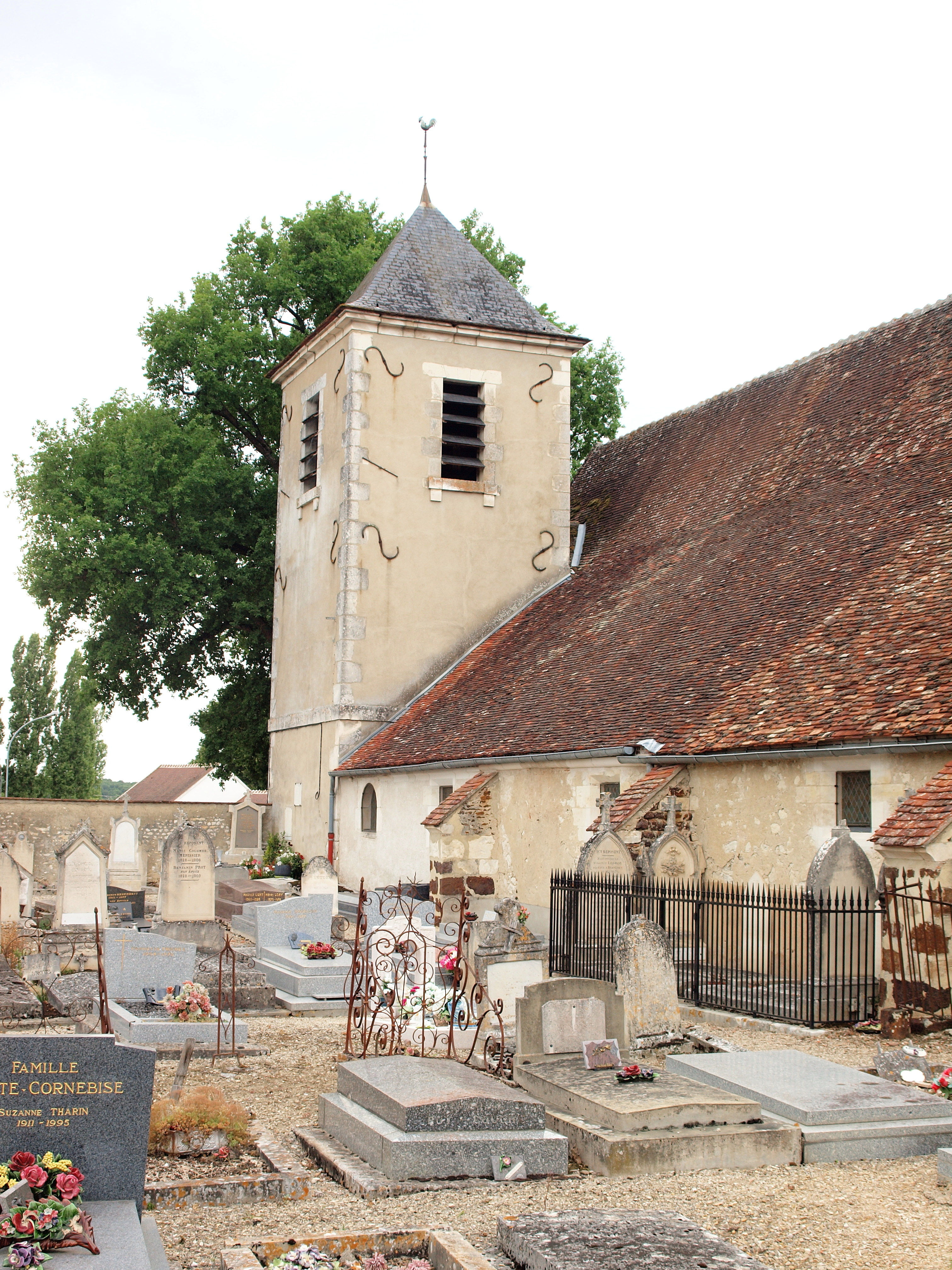
Kirche Saint-Martin

- Kirche Saint-Martin mit bemalten Mauern aus dem 13. Jahrhundert, Monument historique